# Китовый хвост

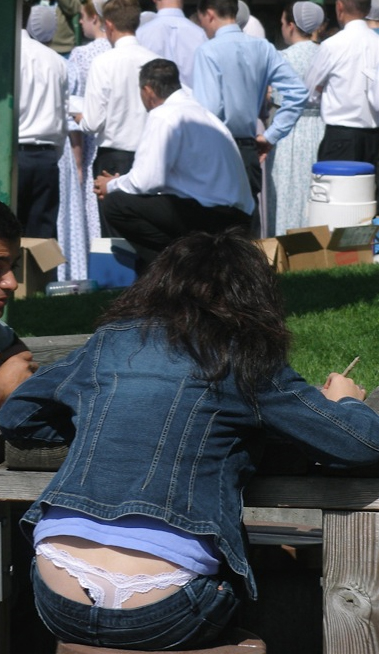
Китовый хвост над поясом джинсов с низкой посадкой (2007)

Китовый хвост — это Y-образный пояс стрингов, который виден выше линии талии джинсов, шорт или юбки с низкой посадкой, и напоминает хвост кита. Благодаря ряду знаменитостей, включая Кристину Агилеру, Викторию Бекхэм, Мэрайю Кэри, Пэрис Хилтон и Бритни Спирс, демонстрация китовых хвостов стала популярной в начале 2000-х годов одновременно с появлением джинсов с низкой посадкой и стрингов; однако в течение десятилетия это постепенно стало выходить из моды.
Специальные джинсы с низкой посадкой или джинсы-клёш, а также стринги с более высоким вырезом позволяли китовым хвостам быть более заметными. Эта тенденция также была связана с трендом татуировок на пояснице.
Это словосочетание было выбрано Американским диалектическим обществом (American Dialect Society) в январе 2006 года как «самое креативное слово» 2005 года.

## История

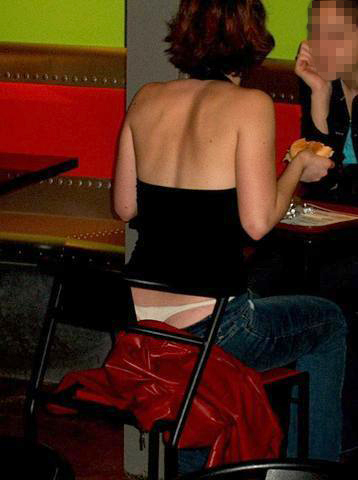
Китовый хвост (2001)

Растущая популярность джинсов с низкой посадкой привела к распространению стрингов в начале 2000-х годов. Считается, что именно Бритни Спирс принесла большую популярность китовому хвосту. Газета The Oregonian (Портленд, штат Орегон) написала в 2004 году, что обилие китовых хвостов стало отвлекающим фактором в учебных заведениях. Светский комментатор Энн К. Холл определила этот тренд среди студентов как «очевидное пересечение повседневной университетской моды и лёгкого порно». Тенденция многослойной одежды начала 2000-х годов была частично обусловлена стилем «китовый хвост», который включает в себя обтягивающие бедра джинсы, кроп-топы и высокие стринги, популяризированные знаменитостями.

### Рост популярности

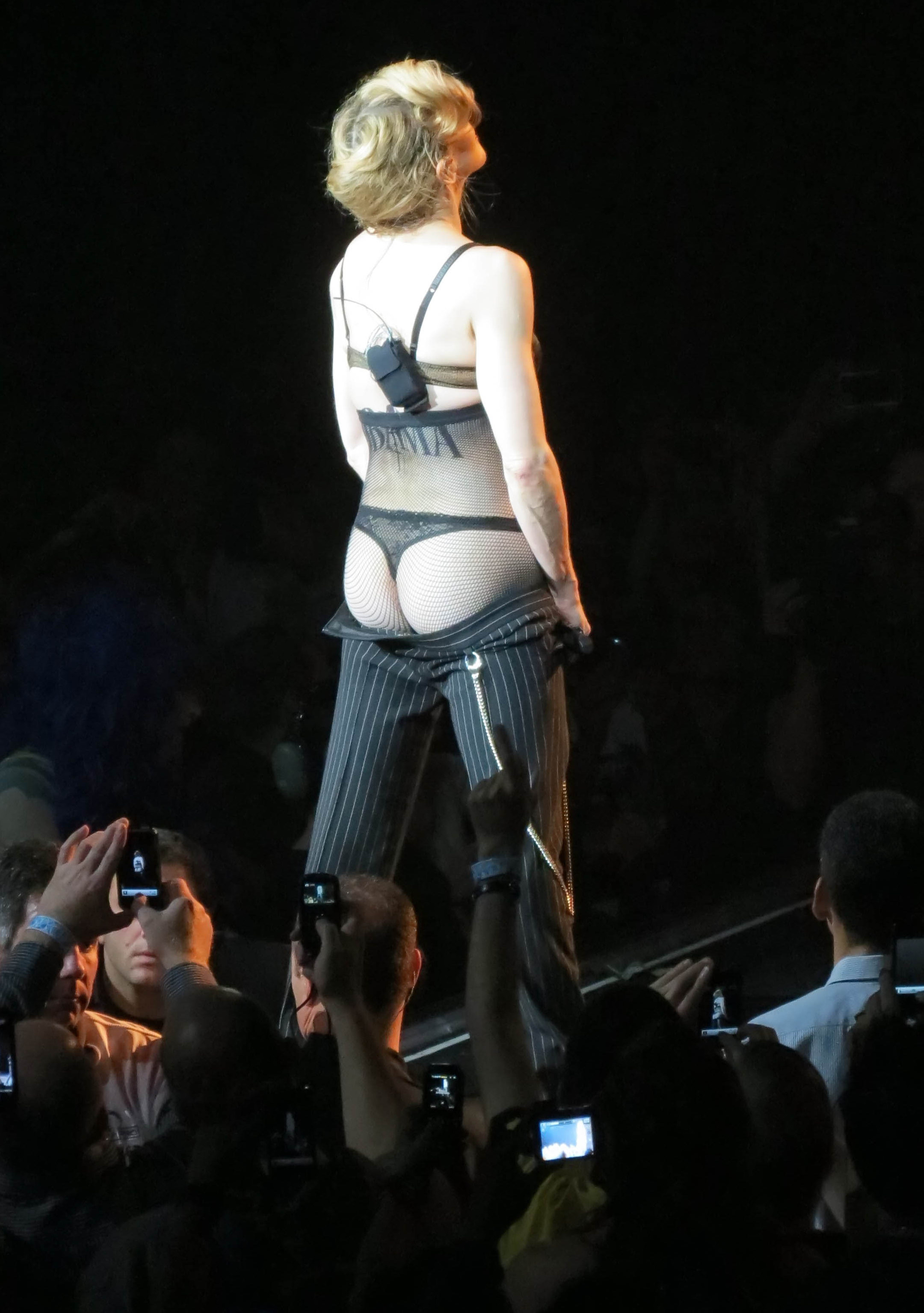
Такие знаменитости, как Мадонна (фото сделано в 2012 году в Сиэтле) и Бритни Спирс, принесли особую популярность китовым хвостам

К середине 2000-х годов китовые хвосты стали обычным явлением для знаменитостей, открывая благоприятные условия для папарацци. Благодаря этому тренду появился новый аксессуар — украшения с застёжками для видимой части стрингов. Джесс Картнер-Морли из газеты The Guardian утверждала, что следование за поп-звёздами в штанах с низкой посадкой породило «эру таких джинсов и стрингов с китовым хвостом». 17 сентября 2004 года один из авторов газеты Chicago Sun-Times заявил: «Бритни Спирс и Кристина Агилера регулярно фотографировались со стрингами, торчащими высоко над их джинсами с низкой посадкой. И даже Хэлли Берри, которая обычно одевается со вкусом, поддалась увлечению китовым хвостам, посетив церемонию награждения с украшенными драгоценными камнями стрингами, которые выглядывали из-под её мини-юбки». Актрисы Джиллиан Андерсон, Натали Портман, Сара Джессика Паркер, Ким Кэттролл и Тара Рид, Молли Симс с канала MTV, модель Кейт Мосс, певицы Бейонсе, Мэрайя Кэри, Дженнифер Лопес, Джанет Джексон, Лиэнн Раймс и Бритни Спирс были названы компанией ABC распространителями этого тренда.
Во Франции бренды одежды начали создавать стринги или le string в стиле китового хвоста, например, с маленькими драгоценными камнями или светящимися звездами, вшитыми сзади. В Индии китовые хвосты обычно носили на вечеринках высшего общества (так называемых page 3 parties), а также на университетских вечеринках. Индийская модель Шефали Заривала носила китовый хвост в музыкальном клипе «Kaanta Lagaa», получившем награду MTV Immies. В Японии компания по производству одежды Sanna представила джинсы с экстремально низкой посадкой, облегающие бедра, со вшитыми китовыми хвостами.. R&B исполнитель Сиско восхищался китовыми хвостами в своей песне Thong Song. Режиссёр порнофильмов Майк Метрополис снял три фильма про этот тренд: Китовый хвост (2005), Китовый хвост I (2005) и Китовый хвост II (2006) — с Марком Эшли в главной роли. Еще один фильм под названием Китовый хвост: мечты о стрингах вышел в 2005 году с участием Санни Лэйн и Кирстен Прайс. В 2003 году веб-разработчик контента Гэвин Гамильтон создал сайт whale-tail.com с изображениями китового хвоста. Домен WhaleTail.com продан за 6 600 долларов в октябре 2004 года. Веб-сайт цитировался радио ABC, NY Times, FHM (Великобритания) и журналом Fuel Magazine (Австралия), а в 2008 году был номинирован на премию Australian Adult Industry Awards как лучший веб-сайт для взрослых.

### Правовая дискуссия
В 2004 году представитель штата Луизиана, США, Деррик Шепард предложил Палате представителей Луизианы законопроект, известный как Законопроект о мешковатых штанах. Законопроект предусматривал, что «для любого лица будет незаконным появляться на публике в штанах ниже талии и тем самым обнажать свою кожу или нижнее белье», и что нарушители будут подвергнуты трем восьмичасовым общественным работам и штрафу в размере до 175 долларов США. Эта мера провалилась на фоне противодействия со стороны Американского союза защиты гражданских свобод. Законопроект был вновь предложен в 2008 году и отклонен коллегией Сената штата. В двух городах Луизианы, Делькамбре (максимальное наказание в виде штрафа в размере 615 долларов США или до шести месяцев тюремного заключения) и Опелусас (максимальное наказание в виде штрафа в размере 500 долларов США или до шести месяцев тюремного заключения), ношение штанов с низкой посадкой, открывающих так называемое декольте ягодиц или нижнее белье, считается проступком. Одежда, обнажающая трусы, была запрещена в четырех других городах Луизианы, включая Александрию и Шривпорт, где нарушителям грозит штраф в размере 150 долларов США или 15 дней тюремного заключения, как и в Хокинсвилле, штат Джорджия. В 2007 году религиозный писатель Тами Бикслер Лун написал: «Есть что-то неправильное в том, что христианские парни и девушки хотят носить нижнее белье, торчащее над штанами, или лямки стрингов, торчащие сзади из джинсов с низкой посадкой».
В феврале 2005 года Комитет Сената по делам судов штата Виргиния единогласно проголосовал на срочно созванном заседании против законопроекта, предложенного делегатом Элджи Т. Хауэлл-младшим (Норфолк, Вирджиния) оштрафовать на 50 долларов США любого человека, который публично и намеренно «носит и демонстрирует нижнее белье ниже талии, предназначенное для прикрытия интимных частей тела человека, непристойным или нецензурным образом» в общественном месте. Законопроект, также известный как Законопроект об обвисших брюках (Droopy Drawers Bill), ранее был принят Палатой делегатов Вирджинии (60-34 голоса). Атланта (Джорджия), Даллас (Техас), Балтимор (Мэриленд), Шарлотт (Северная Каролина), Йонкерс (Нью-Йорк), Данкан (Оклахома), Накитош (Луизиана), Стратфорд (Коннектикут), Пайн-Блафф (Арканзас), Трентон (Нью-Джерси), Плезантвилл (Нью-Джерси), а также три других города штата Джорджия, Ром, Брансуик и Плейнс столкнулись с попытками запретить нижнее белье, торчащее над штанами. Школьный дресс-код иногда также запрещал некоторые брюки с низкой посадкой или открытые части нижнего белья.

### Спад популярности
К концу десятилетия китовые хвосты подверглись резкой негативной оценке. Джессика Камински написала в книге Я ненавижу спортзал: «Я ненавижу, когда девушки выпускают свои 'китовые хвосты' из штанов». В 2007 году религиозный писатель Тами Бикслер Лун написал: «Есть что-то неправильное в том, что христианские парни и девушки хотят носить нижнее белье, торчащее над штанами, или лямки стрингов, торчащие сзади из джинсов с низкой посадкой».
Тенденция носить джинсы с китовым хвостом начала несколько ослабевать в середине 2000-х, когда американские дизайнеры одежды начали смещать акцент с джинсов с низкой посадкой и открытой талией на брюки с высокой талией и кардиганы. Джесс Картнер-Морли, модный писатель из газеты The Guardian, утверждал, что китовый хвост и жир на бёдрах (кожа, выступающая поверх джинсов с низкой посадкой), «два преступления современной моды», привели к снижению популярности таких джинсов. Она процитировала Луизу Ханн, редактора британского издания InStyle, которая сказала: «Когда внешний вид становится слишком популярным, люди начинают носить его неправильно. А потом по-настоящему модные люди избегают этого». Несмотря на то, что стринги по-прежнему составляли 24 % годового рынка женского нижнего белья стоимостью 2,5 миллиарда долларов США, к концу 2004 года рост прекратился. Некоторые производители, в том числе Victoria's Secret и DKNY, начали продавать стринги, из которых не получаются китовые хвосты. Адам Липпс, основатель линии нижнего белья ADAM, сказал: «Женщины устали от этого. И им надоело видеть лямки, торчащие из-под джинсов каждой знаменитости».

### Возрождение
В 2019 году издания Vogue и Daily Record начали ссылаться на возрожденный интерес к этой тенденции, благодаря таким личностям, как Ким Кардашьян, Хейли Болдуин и Дуа Липа.

## Социально-культурный подход
Ассоциируя китовые хвосты с пропагандой сексуализации женщин, газета The Press Democrat назвала этот тренд «шиком стриптизёрш». Некоторые эксперты назвали китовые хвосты «феминизмом в стрингах» для молодых девушек. Другие эксперты обвинили маркетологов в «возмутительной продаже секса детям».
Одна из гипотез предполагает, что стиль открытых стрингов, возможно, «поднялся» с уличной моды до массового силя, как джинсы и футболка Джеймса Дина. Другая предполагает, что это веяние было создано гламурной моделью Джордан в Англии и певицами Мэрайей Кэри и Спирс в Соединённых Штатах. Это явление было сравнивалось с феноменом открытых бретелек бюстгальтера. Утверждая, что «точно так же, как Мадонна сделала бюстгальтеры открытой одеждой в 1980-х годах, мисс Левински, Пэрис Хилтон и Бритни Спирс превратили женские трусики в провокационную одежду, предназначенную для публичного показа», New York Times заявила, что стринги с лямками, надетыми высоко на бедра и открытыми модными джинсами с низкой посадкой и спортивными брюками «Juicy Couture», стали публичной иконой.

## Слово года

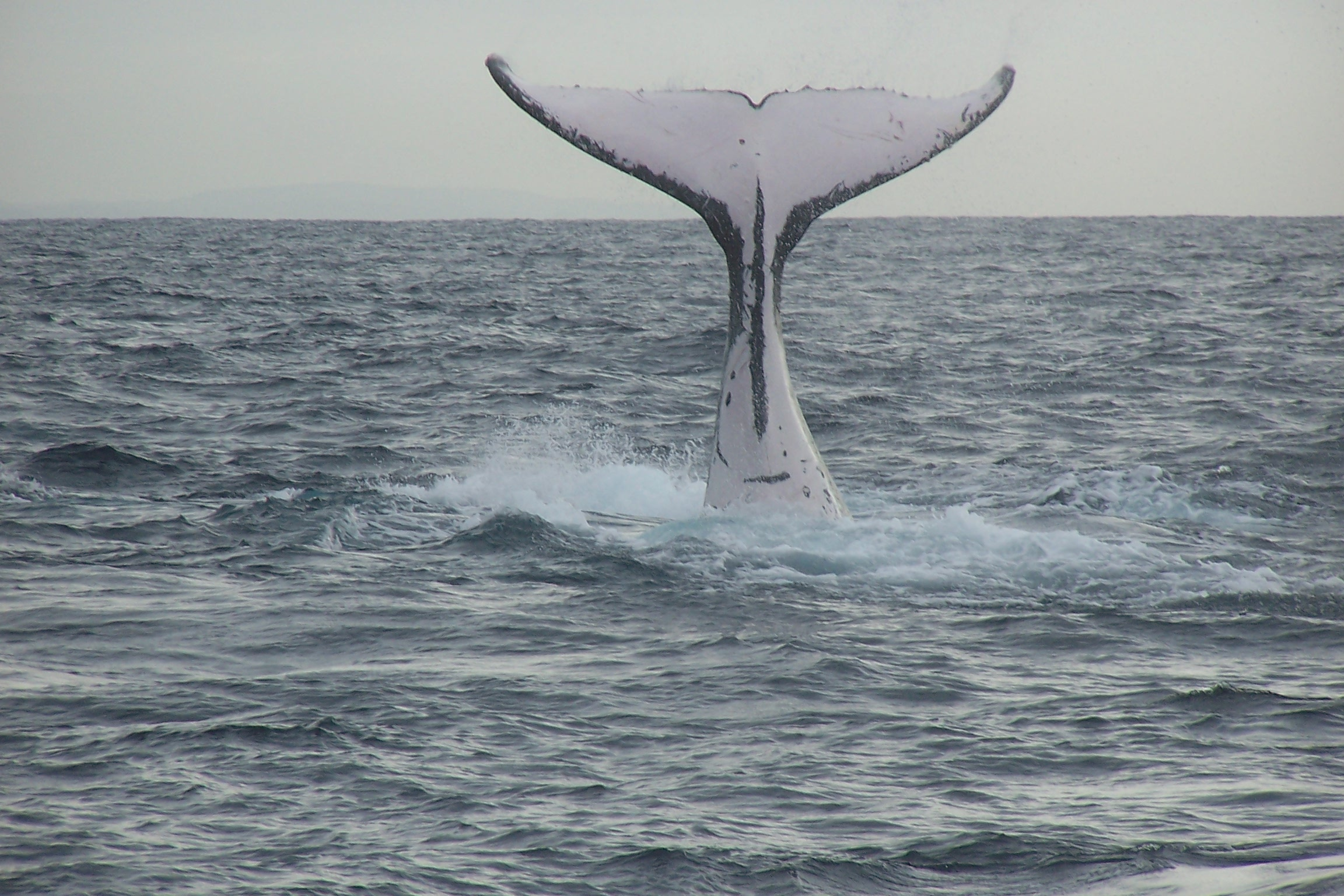
Настоящий китовый хвост.

«Китовый хвост» был выбран в январе 2006 года как «самое креативное слово» 2005 года Американским диалектическим обществом (American Dialect Society), группой лингвистов, редакторов и учёных.
Сали Тальямонте, доцент лингвистики Университета Торонто, заметил, что молодые женщины в Северной Америке превосходят молодых мужчин по уровню влияния. Использование этого слова для обозначения феномена нижнего белья появилось в авторитетных СМИ, иногда в связи с поп-звездами, которые сделали модный тренд популярным. Уэйн Глоука, член факультета Колледжа Джорджии и Государственного университета и глава Комитета по новым словам Общества диалектов, сказал об этом: «Язык просто идет своим веселым путем, создавая много новых слов. Пришло время что-то выиграть мужчинам».